# Église Saint-Pierre de Chanzeaux
L'église Saint-Pierre est une église catholique située à Chanzeaux (Maine-et-Loire), en France.

## Localisation
L'église est située dans le département français de Maine-et-Loire, sur le territoire de la commune de Chanzeaux.

## Description
L'église actuelle de Chanzeaux a été bâtie à la fin du XIXe siècle, en lieu et place d'une ancienne église du XIIe siècle, détruite pendant la guerre de Vendée. Seul le clocher a été conservé de l'ancienne église du XIIe siècle. Ce clocher abrite l'autel de l'ancienne église, orné d'une toile représentant la fuite en Égypte. Le sommet de l'autel reçoit une statue de saint Fiacre, patron des jardiniers. On peut également admirer sous ce clocher un vitrail représentant le siège du clocher du 9 (ou 10) avril 1795, siège durant lequel une vingtaine de paroissiens de Chanzeaux tinrent tête à 2000 soldats républicains. 
À l'extérieur du clocher sont visibles quelques plaques placées ici en mémoire de ce siège du clocher. On y trouve notamment une plaque au nom de Maurice Ragueneau, chef des insurgés du clocher. Ce n'est cependant pas le lieu de l'inhumation de Maurice Ragueneau, mais la plaque a été transférée de l'ancien cimetière vers le clocher, en mémoire de ces événements. 
Les 75 vitraux réalisés en 1955 sont du peintre verrier Joseph Archepel et consacrés à la gloire des habitants morts pendant la guerre de Vendée (1793-1795). 
Quelques vitraux au bas de la nef (côté Nord) présentent les chefs vendéens qui prirent le commandement de l'armée catholique et royale durant la guerre de Vendée. 
Les grandes verrières du haut de l'église présentent différents saints et chaque vitrail est organisé de la façon suivante : 
- au centre : représentation du saint
- en haut du vitrail : le plus souvent une église de Rome consacrée à ce saint. Une exception fantaisiste à observer dans le chœur de l'église : le vitrail consacré à saint Ambroise présente la chapelle Saint-Ambroise  de Chanzeaux dans la partie supérieure du vitrail où sont le plus souvent représentées des grandes basiliques romaines.
- Médaillon du bas : Œuvre ou relique locale en lien avec le saint représenté sur le vitrail.

Dans une chapelle latérale, où se trouve le baptistère de l'église, côté Sud : trois vitraux consacrés à la thématique du baptême : le baptême de Jésus par sain Jean, Le baptême de Clovis par saint Remi à Reims, le baptême de saint Augustin par saint Ambroise. 

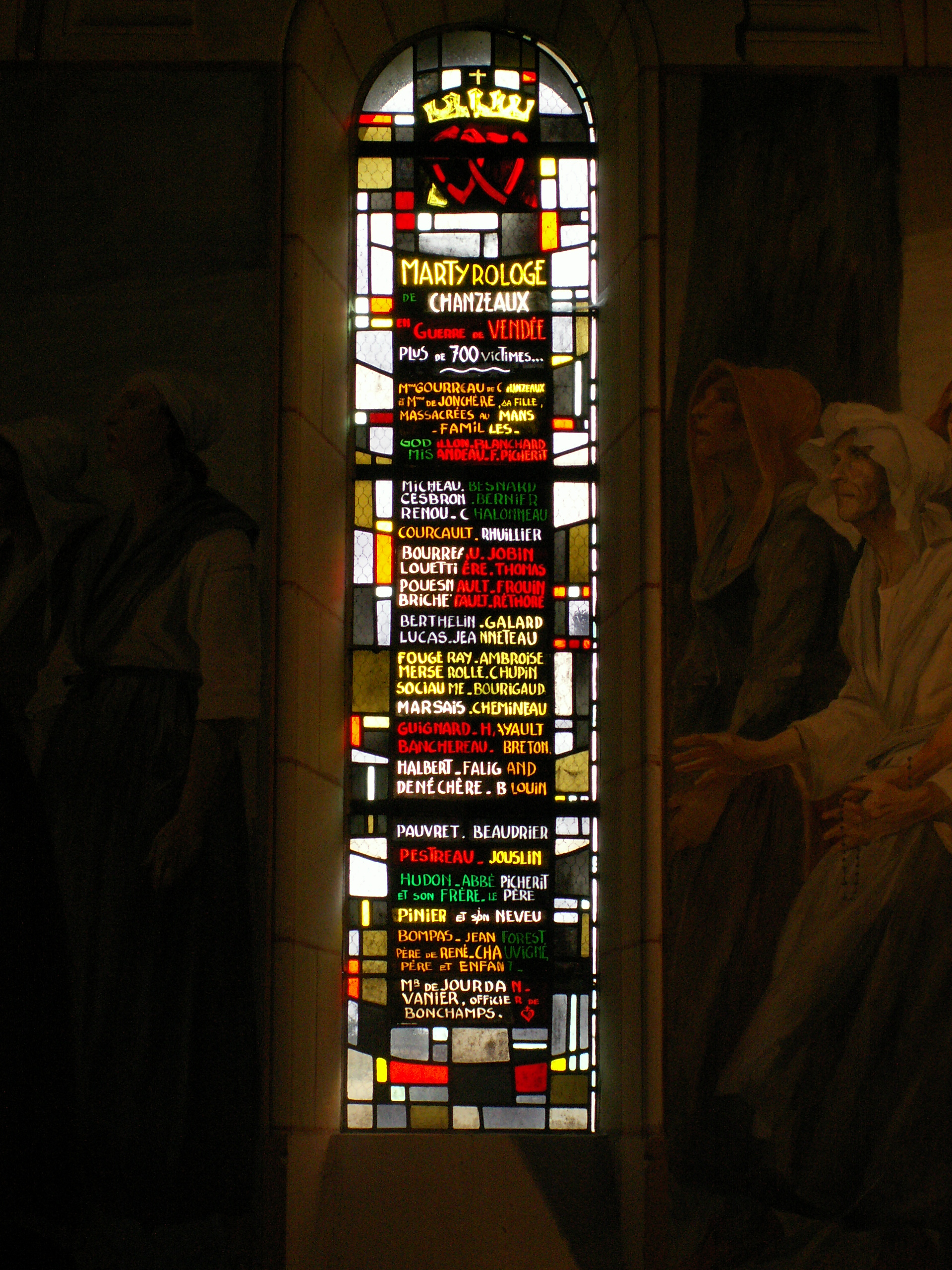
Martyrologe de la paroisse de Chanzeaux.

## Protection
L'édifice est inscrit au titre des monuments historiques en 1972.